# Бриџизов дегу
Бриџизов дегу (лат. Octodon bridgesi, енгл. Bridges's degu) је врста глодара из породице дегуа (лат. Octodontidae).

## Распрострањење
Врста има станиште у Аргентини и Чилеу.

## Станиште
Бриџизов дегу има станиште на копну.

## Угроженост
Ова врста се сматра рањивом у погледу угрожености врсте од изумирања.

### Популациони тренд
Популација ове врсте се смањује, судећи по расположивим подацима.